# Sammlung der Gesetz- und Verordnungsblätter des Landes Nordrhein-Westfalen
Die Sammlung der Gesetz- und Verordnungsblätter des Landes Nordrhein-Westfalen (SGV. NRW.) ist eine digitale Serviceleistung, herausgegeben vom Ministerium des Innern des Landes Nordrhein-Westfalen. Das Portal in der Website recht.nrw.de eröffnet den Zugang zu den geltenden Gesetzen und Verordnungen des Landes Nordrhein-Westfalen. 

## Gliederung
1. Staats- und Verfassungsrecht
2. Verwaltung
3. Rechtspflege
4. Zivilrecht und Strafrecht
5. Verteidigung
6. Finanzwesen
7. Wirtschaftsrecht
8. Arbeitsrecht, Sozialversicherung, Versorgung
9. Verkehrswesen, Post- und Fernmeldewesen